# Semaine internationale Coppi et Bartali 2014
La 29e édition de la Semaine internationale Coppi et Bartali a eu lieu du 27 au 30 mars 2014. La course fait partie du calendrier UCI Europe Tour 2014 en catégorie 2.1.

## Présentation

### Équipes
Classée en catégorie 2.1 de l'UCI Europe Tour, la Semaine internationale Coppi et Bartali est par conséquent ouverte aux UCI ProTeams dans la limite de 50 % des équipes participantes, aux équipes continentales professionnelles, aux équipes continentales et aux équipes nationales.
25 équipes participent à cette Semaine internationale Coppi et Bartali - 3 ProTeams, 9 équipes continentales professionnelles et 13 équipes continentales :
| Nom de l'équipe | Pays        | Code |
| --------------- | ----------- | ---- |
| Cannondale      | Italie      | CAN  |
| Lampre-Merida   | Italie      | LAM  |
| Sky             | Royaume-Uni | SKY  |

| Nom de l'équipe              | Pays           | Code |
| ---------------------------- | -------------- | ---- |
| Androni Giocattoli-Venezuela | Italie         | AND  |
| Bardiani CSF                 | Italie         | BAR  |
| Colombia                     | Colombie       | COL  |
| MTN-Qhubeka                  | Afrique du Sud | MTN  |
| Neri Sottoli                 | Italie         | NRI  |
| Novo Nordisk                 | États-Unis     | TNN  |
| RusVelo                      | Russie         | RVL  |
| Topsport Vlaanderen-Baloise  | Belgique       | TSV  |
| UnitedHealthcare             | Belgique       | UHC  |

| Nom de l'équipe        | Pays     | Code |
| ---------------------- | -------- | ---- |
| Adria Mobil            | Slovénie | ADR  |
| Amore & Vita-Selle SMP | Ukraine  | AMO  |
| Area Zero              | Italie   | AZT  |
| Christina Watches-Kuma | Danemark | CTO  |
| Dukla Praha            | Tchéquie | ADP  |
| Idea                   | Italie   | IDE  |
| Itera-Katusha          | Russie   | TIK  |
| Marchiol Emisfero      | Italie   | MAE  |
| Meridiana Kamen        | Croatie  | MKT  |
| MG Kvis-Trevigiani     | Italie   | MGK  |
| Utensilnord            | Hongrie  | UNA  |
| Vega-Hotsand           | Italie   | VHS  |
| Vini Fantini Nippo     | Japon    | VFN  |

## Étapes
| Étape      | Date    | Villes étapes                                  |  | Distance (km) | Vainqueur d’étape | Leader du classement général |
| ---------- | ------- | ---------------------------------------------- |  | ------------- | ----------------- | ---------------------------- |
| 1rea étape | 27 mars | Sant'Angelo - Gatteo                           |  | 102           | Ben Swift         | Ben Swift                    |
| 1reb étape | 27 mars | Gatteo a Mare - Gatteo                         |  | 13,3          | Sky A             | Ben Swift                    |
| 2e étape   | 28 mars | Sant'Angelo - Sogliano al Rubicone             |  | 163,8         | Peter Kennaugh    | Peter Kennaugh               |
| 3e étape   | 29 mars | Crevalcore - Crevalcore                        |  | 158,4         | Elia Viviani      | Peter Kennaugh               |
| 4e étape   | 30 mars | Pavullo nel Frignano - Château de Montecuccolo |  | 10            | Dario Cataldo     | Peter Kennaugh               |

## Déroulement de la course

### 1rea étape
|    | Coureur          | Équipe                      |    | Temps           |
| -- | ---------------- | --------------------------- | -- | --------------- |
| 1  | Ben Swift        | Sky                         | en | 2 h 22 min 31 s |
| 2  | Manuele Mori     | Lampre-Merida               | +  | m.t             |
| 3  | Damiano Caruso   | Cannondale                  |    | m.t             |
| 4  | Thomas Sprengers | Topsport Vlaanderen-Baloise |    | m.t             |
| 5  | Alberto Cecchin  | Marchiol Emisfero           |    | m.t             |
| 6  | Andrea Pasqualon | Area Zero                   |    | m.t             |
| 7  | Enrico Barbin    | Bardiani CSF                |    | m.t             |
| 8  | Peter Kennaugh   | Sky                         |    | m.t             |
| 9  | Fabio Taborre    | Neri Sottoli                |    | m.t             |
| 10 | Matteo Busato    | MG Kvis-Trevigiani          |    | m.t             |

|    | Coureur          | Équipe                      |    | Temps           |
| -- | ---------------- | --------------------------- | -- | --------------- |
| 1  | Ben Swift        | Sky                         | en | 2 h 22 min 25 s |
| 2  | Manuele Mori     | Lampre-Merida               | +  | 2 s             |
| 3  | Damiano Caruso   | Cannondale                  |    | 4 s             |
| 4  | Thomas Sprengers | Topsport Vlaanderen-Baloise |    | 6 s             |
| 5  | Alberto Cecchin  | Marchiol Emisfero           |    | 6 s             |
| 6  | Andrea Pasqualon | Area Zero                   |    | 6 s             |
| 7  | Enrico Barbin    | Bardiani CSF                |    | 6 s             |
| 8  | Peter Kennaugh   | Sky                         |    | 6 s             |
| 9  | Fabio Taborre    | Neri Sottoli                |    | 6 s             |
| 10 | Matteo Busato    | MG Kvis-Trevigiani          |    | 6 s             |

### 1reb étape
|    | Équipe                        | Pays        |    | Temps       |
| -- | ----------------------------- | ----------- | -- | ----------- |
| 1  | Sky A                         | Royaume-Uni | en | 15 min 30 s |
| 2  | RusVelo B                     | Russie      | +  | 15 s        |
| 3  | Cannondale B                  | Italie      |    | 18 s        |
| 4  | Neri Sottoli B                | Italie      |    | 18 s        |
| 5  | Neri Sottoli A                | Italie      |    | 21 s        |
| 6  | Cannondale A                  | Italie      |    | 22 s        |
| 7  | Topsport Vlaanderen-Baloise B | Belgique    |    | 23 s        |
| 8  | RusVelo A                     | Russie      |    | 24 s        |
| 9  | Topsport Vlaanderen-Baloise A | Belgique    |    | 26 s        |
| 10 | Adria Mobil B                 | Slovénie    |    | 26 s        |

|    | Coureur            | Équipe       |    | Temps           |
| -- | ------------------ | ------------ | -- | --------------- |
| 1  | Ben Swift          | Sky          | en | 2 h 37 min 55 s |
| 2  | Peter Kennaugh     | Sky          | +  | 6 s             |
| 3  | Dario Cataldo      | Sky          |    | 6 s             |
| 4  | Vasil Kiryienka    | Sky          |    | 6 s             |
| 5  | Sergey Pomoshnikov | RusVelo      |    | 21 s            |
| 6  | Sergueï Lagoutine  | RusVelo      |    | 21 s            |
| 7  | Fabio Taborre      | Neri Sottoli |    | 24 s            |
| 8  | Damiano Caruso     | Cannondale   |    | 26 s            |
| 9  | Mauro Finetto      | Neri Sottoli |    | 27 s            |
| 10 | Matteo Rabottini   | Neri Sottoli |    | 27 s            |

### 2eétape
|    | Coureur                    | Équipe                       |    | Temps           |
| -- | -------------------------- | ---------------------------- | -- | --------------- |
| 1  | Peter Kennaugh             | Sky                          | en | 4 h 20 min 14 s |
| 2  | Francesco Manuel Bongiorno | Bardiani CSF                 | +  | 2 s             |
| 3  | Matteo Rabottini           | Neri Sottoli                 |    | 48 s            |
| 4  | Dario Cataldo              | Sky                          |    | 50 s            |
| 5  | Jarlinson Pantano          | Colombia                     |    | 52 s            |
| 6  | Franco Pellizotti          | Androni Giocattoli-Venezuela |    | 53 s            |
| 7  | Davide Mucelli             | Meridiana Kamen              |    | 53 s            |
| 8  | Damiano Caruso             | Cannondale                   |    | 54 s            |
| 9  | Diego Rosa                 | Androni Giocattoli-Venezuela |    | 54 s            |
| 10 | Sergey Firsanov            | RusVelo                      |    | 54 s            |

|    | Coureur                    | Équipe                       |    | Temps           |
| -- | -------------------------- | ---------------------------- | -- | --------------- |
| 1  | Peter Kennaugh             | Sky                          | en | 6 h 58 min 05 s |
| 2  | Francesco Manuel Bongiorno | Bardiani CSF                 | +  | 42 s            |
| 3  | Dario Cataldo              | Sky                          |    | 1 min 00 s      |
| 4  | Matteo Rabottini           | Neri Sottoli                 |    | 1 min 15 s      |
| 5  | Damiano Caruso             | Cannondale                   |    | 1 min 24 s      |
| 6  | Sergey Firsanov            | RusVelo                      |    | 1 min 28 s      |
| 7  | Franco Pellizotti          | Androni Giocattoli-Venezuela |    | 1 min 30 s      |
| 8  | Rafael Valls               | Lampre-Merida                |    | 1 min 42 s      |
| 9  | Jarlinson Pantano          | Colombia                     |    | 1 min 46 s      |
| 10 | Diego Rosa                 | Androni Giocattoli-Venezuela |    | 2 min 24 s      |

### 3eétape
|    | Coureur              | Équipe                       |    | Temps           |
| -- | -------------------- | ---------------------------- | -- | --------------- |
| 1  | Elia Viviani         | Cannondale                   | en | 3 h 15 min 19 s |
| 2  | Ben Swift            | Sky                          | +  | m.t             |
| 3  | Rino Gasparrini      | MG Kvis-Trevigiani           |    | m.t             |
| 4  | Luca Wackermann      | Lampre-Merida                |    | m.t             |
| 5  | Manuel Belletti      | Androni Giocattoli-Venezuela |    | m.t             |
| 6  | Eduard-Michael Grosu | Vini Fantini Nippo           |    | m.t             |
| 7  | Liam Bertazzo        | MG Kvis-Trevigiani           |    | m.t             |
| 8  | Andrea Pasqualon     | Area Zero                    |    | m.t             |
| 9  | Mattia Gavazzi       | Christina Watches-Kuma       |    | m.t             |
| 10 | Michael Van Staeyen  | Topsport Vlaanderen-Baloise  |    | m.t             |

|    | Coureur                    | Équipe                       |    | Temps            |
| -- | -------------------------- | ---------------------------- | -- | ---------------- |
| 1  | Peter Kennaugh             | Sky                          | en | 10 h 13 min 24 s |
| 2  | Francesco Manuel Bongiorno | Bardiani CSF                 | +  | 42 s             |
| 3  | Dario Cataldo              | Sky                          |    | 1 min 00 s       |
| 4  | Matteo Rabottini           | Neri Sottoli                 |    | 1 min 15 s       |
| 5  | Damiano Caruso             | Cannondale                   |    | 1 min 24 s       |
| 6  | Sergey Firsanov            | RusVelo                      |    | 1 min 28 s       |
| 7  | Franco Pellizotti          | Androni Giocattoli-Venezuela |    | 1 min 30 s       |
| 8  | Rafael Valls               | Lampre-Merida                |    | 1 min 42 s       |
| 9  | Jarlinson Pantano          | Colombia                     |    | 1 min 46 s       |
| 10 | Diego Rosa                 | Androni Giocattoli-Venezuela |    | 2 min 24 s       |

### 4eétape
|    | Coureur              | Équipe                       |    | Temps       |
| -- | -------------------- | ---------------------------- | -- | ----------- |
| 1  | Dario Cataldo        | Sky                          | en | 16 min 28 s |
| 2  | Matteo Rabottini     | Neri Sottoli                 | +  | 8 s         |
| 3  | Diego Rosa           | Androni Giocattoli-Venezuela |    | 12 s        |
| 4  | Damiano Caruso       | Cannondale                   |    | 14 s        |
| 5  | Alexander Foliforov  | Itera-Katusha                |    | 18 s        |
| 6  | Franco Pellizotti    | Androni Giocattoli-Venezuela |    | 24 s        |
| 7  | Alessandro Mazzi     | Utensilnord                  |    | 29 s        |
| 8  | Rafael Valls         | Lampre-Merida                |    | 30 s        |
| 9  | Daniel Teklehaimanot | MTN-Qhubeka                  |    | 32 s        |
| 10 | Merhawi Kudus        | MTN-Qhubeka                  |    | 36 s        |

|    | Coureur                    | Équipe                       |    | Temps            |
| -- | -------------------------- | ---------------------------- | -- | ---------------- |
| 1  | Peter Kennaugh             | Sky                          | en | 10 h 30 min 40 s |
| 2  | Dario Cataldo              | Sky                          | +  | 12 s             |
| 3  | Matteo Rabottini           | Neri Sottoli                 |    | 35 s             |
| 4  | Francesco Manuel Bongiorno | Bardiani CSF                 |    | 43 s             |
| 5  | Damiano Caruso             | Cannondale                   |    | 50 s             |
| 6  | Franco Pellizotti          | Androni Giocattoli-Venezuela |    | 1 min 06 s       |
| 7  | Sergey Firsanov            | RusVelo                      |    | 1 min 20 s       |
| 8  | Rafael Valls               | Lampre-Merida                |    | 1 min 24 s       |
| 9  | Jarlinson Pantano          | Colombia                     |    | 1 min 45 s       |
| 10 | Diego Rosa                 | Androni Giocattoli-Venezuela |    | 1 min 48 s       |

## Classements finals

### Classement général
|    | Cycliste                   | Pays        | Équipe                       |    | Temps            |
| -- | -------------------------- | ----------- | ---------------------------- | -- | ---------------- |
| 1  | Peter Kennaugh             | Royaume-Uni | Sky                          | en | 10 h 30 min 40 s |
| 2  | Dario Cataldo              | Italie      | Sky                          | +  | 12 s             |
| 3  | Matteo Rabottini           | Italie      | Neri Sottoli                 |    | 35 s             |
| 4  | Francesco Manuel Bongiorno | Italie      | Bardiani CSF                 |    | 43 s             |
| 5  | Damiano Caruso             | Italie      | Cannondale                   |    | 50 s             |
| 6  | Franco Pellizotti          | Italie      | Androni Giocattoli-Venezuela |    | 1 min 06 s       |
| 7  | Sergey Firsanov            | Russie      | RusVelo                      |    | 1 min 20 s       |
| 8  | Rafael Valls               | Espagne     | Lampre-Merida                |    | 1 min 24 s       |
| 9  | Jarlinson Pantano          | Colombie    | Colombia                     |    | 1 min 45 s       |
| 10 | Diego Rosa                 | Italie      | Androni Giocattoli-Venezuela |    | 1 min 48 s       |

### Classements annexes
|   | Cycliste       | Équipe     | Points |
| - | -------------- | ---------- | ------ |
| 1 | Ben Swift      | Sky        | 18     |
| 2 | Peter Kennaugh | Sky        | 11     |
| 3 | Elia Viviani   | Cannondale | 10     |

|   | Cycliste                   | Équipe          | Points |
| - | -------------------------- | --------------- | ------ |
| 1 | Mirko Tedeschi             | Idea            | 13     |
| 2 | Emanuel Kišerlovski        | Meridiana Kamen | 13     |
| 3 | Jacques Janse van Rensburg | MTN-Qhubeka     | 10     |

|   | Cycliste        | Équipe     |    | Temps            |
| - | --------------- | ---------- | -- | ---------------- |
| 1 | Simone Petilli  | Area Zero  | en | 10 h 33 min 34 s |
| 2 | Davide Villella | Cannondale | +  | 13 s             |
| 3 | Sebastián Henao | Sky        |    | 1 min 19 s       |

|   | Équipe       | Pays        |    | Temps            |
| - | ------------ | ----------- | -- | ---------------- |
| 1 | Sky          | Royaume-Uni | en | 31 h 20 min 28 s |
| 2 | Bardiani CSF | Italie      | +  | 3 min 47 s       |
| 3 | Neri Sottoli | Italie      |    | 4 min 24 s       |

## Évolution des classements
| Étape              | Vainqueur          | Classement général | Classement par points | Classement de la montagne | Classement du meilleur néo-professionnel | Classement par équipes |
| ------------------ | ------------------ | ------------------ | --------------------- | ------------------------- | ---------------------------------------- | ---------------------- |
| 1a                 | Ben Swift          | Ben Swift          | Ben Swift             | Mirko Tedeschi            | Davide Villella                          | Sky                    |
| 1b                 | Sky A              | Ben Swift          | Ben Swift             | Mirko Tedeschi            | Davide Villella                          | Sky                    |
| 2                  | Peter Kennaugh     | Peter Kennaugh     | Peter Kennaugh        | Emanuel Kišerlovski       | Simone Petilli                           | Sky                    |
| 3                  | Elia Viviani       | Peter Kennaugh     | Ben Swift             | Mirko Tedeschi            | Simone Petilli                           | Sky                    |
| 4                  | Dario Cataldo      | Peter Kennaugh     | Ben Swift             | Mirko Tedeschi            | Simone Petilli                           | Sky                    |
| Classements finals | Classements finals | Peter Kennaugh     | Ben Swift             | Mirko Tedeschi            | Simone Petilli                           | Sky                    |

## Liste des participants
- Liste de départ complète